# Birdworld Kuranda
Birdworld Kuranda is een vogelpark in Kuranda in de Australische deelstaat Queensland. 

## Beschrijving
Birdworld ligt naast Kuranda Koala Gardens aan de Heritage Market van Kuranda. Dit vogelpark bestaat uit één grote volière, die voor de bezoekers begaanbaar is. Het merendeel van de vogels vliegt vrij rond in deze volière. Enkele soorten, zoals de helmkasuaris, zijn ondergebracht in afgesloten verblijven. De collectie van Birdworld omvat ruim veertig soorten, deels inheems en deels afkomstig uit andere tropische gebieden. Onder andere meerdere soorten papegaaien, duiven, reigers, eenden en prachtvinken zijn in Birdworld te zien.